# Kodō (taikogroep)
Kodō (Japans: 鼓童) is een Japanse drumband, afkomstig van het eiland Sado. De groep maakt vooral gebruik van taiko's en speelde een grote rol in de popularisatie van het instrument, zowel binnen Japan als daarbuiten. In het Japans heeft het woord "kodō" twee betekenissen: "hartslag", als de primaire bron van het ritme, en, wanneer het anders wordt gelezen, "trommelkinderen".
Alhoewel de taiko het voornaamste instrument van Kodō is, spelen zij ook met andere traditionele Japanse instrumenten, waaronder de fue en de shamisen. Daarnaast wordt er ook gezongen tijdens de optredens en worden er traditionele dansen uitgevoerd. Het repertoire van de groep bevat composities die zijn gebaseerd op traditionele Japanse ritmes, stukken die door componisten voor de groep zijn geschreven, en stukken die door groepsleden zelf zijn geschreven. In Nederland is de groep voornamelijk bekend van hun bijdrage op "Aanzoek zonder ringen" van BLØF, afkomstig van hun album Umoja. Sinds hun debuut in 1981 heeft de groep meer dan vierduizend optredens gegeven.

## Geschiedenis

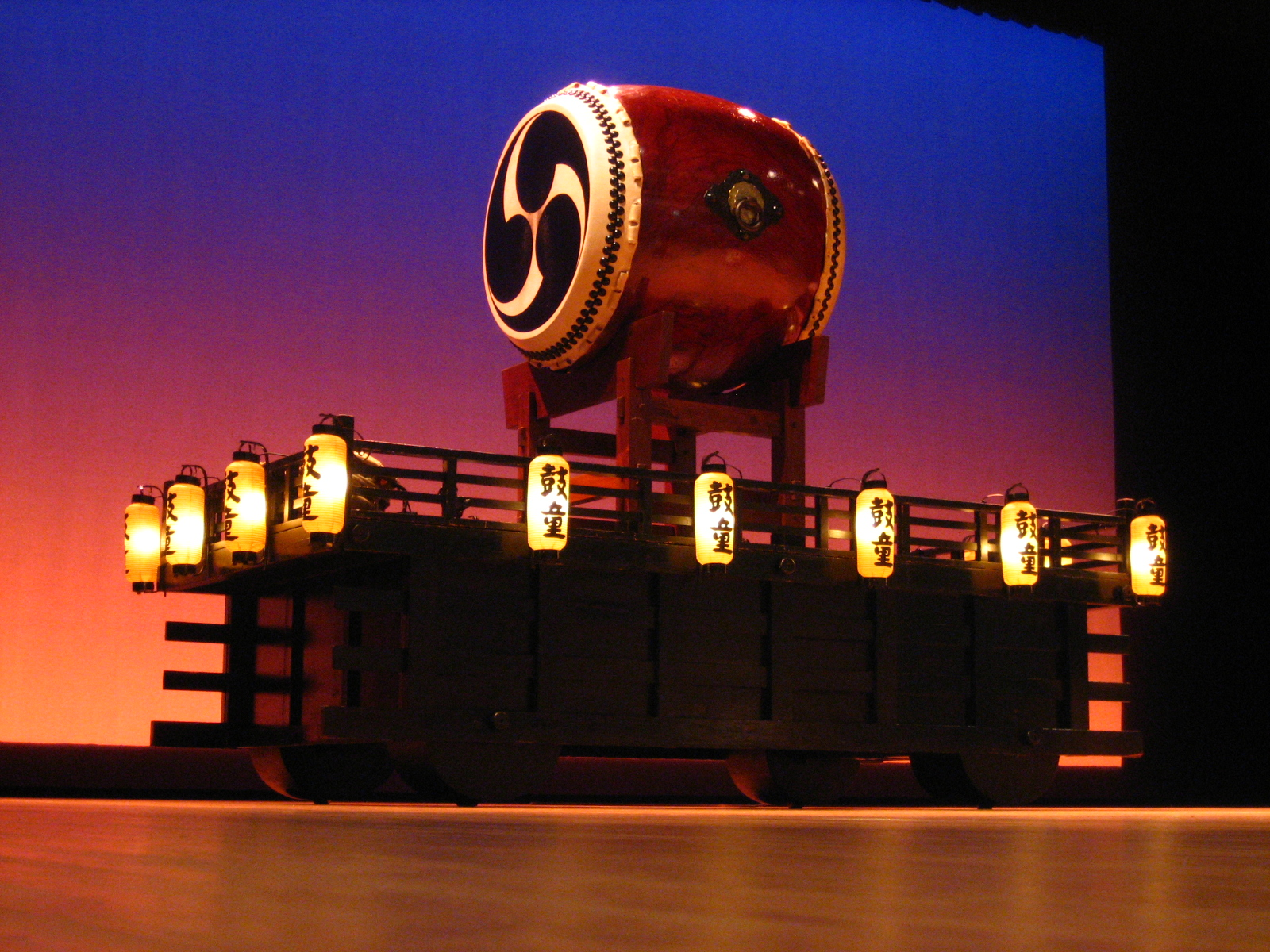
Een taiko gebruikt door Kodō.

Kodō is opgericht in 1981 en maakte dat jaar haar livedebuut op het Berlin Festival in de Berliner Philharmonie. Soms wordt de groep beschouwd als de opvolger van de taikogroep Ondekoza, opgericht in 1971. Kodō is weliswaar opgericht door de leden van Ondekoza, maar hun leider Den Tagayasu had de groep al voor de overgang verlaten, en hun belangrijkste artiest Eitetsu Hayashi verliet de groep kort daarna. Tagayasu bleef de naam Ondekoza gebruiken voor zijn eigen groep en vroeg de nieuwe groep om een andere naam te kiezen. Hayashi kwam hierop met de naam Kodō. Hij bedacht deze naam omdat het woord een dubbele betekenis heeft. De eerste betekenis, "trommelkinderen", was gebaseerd op de feedback van een aantal moeders, die zeiden dat de muziek van de groep hun kinderen in slaap bracht. De tweede betekenis, "hartslag", is afkomstig van de vergelijking tussen het geluid van de taiko met het geluid van de hartslag van een moeder op haar ongeboren kind.
Hayashi verliet Kodō kort na de oprichting om een solocarrière te starten. De rest van de groep ging de volgende zeven jaar op tournee door Europa, Japan, Noord-Amerika, Zuid-Amerika en het Verre Oosten. Zo traden zij in 1984 driemaal op tijdens het Olympic Arts Festival, een evenement van tien weken voorafgaand aan de Olympische Zomerspelen in Los Angeles. Vervolgens werd door de groep een Kodō-stad op het eiland Sado opgericht. Ook startten zij het jaarlijkse Earth Celebration, een internationaal kunstfestival op Sado dat wordt georganiseerd door de stad Sado en de Kodō Cultural Foundation.
In 1989 organiseerde Kodō haar eerste drumworkshop onder de naam Kodō Juku. In 1997 richtte de groep de non-profitorganisatie Kodō Cultural Foundation op. In 2000 richtten zij tevens de Kodō Arts Sphere America, een Noord-Amerikaanse organisatie die vanaf 2003 workshops geeft. In september 2005 werkte de groep samen met BLØF op het nummer "Aanzoek zonder ringen", afkomstig van het album Umoja, dat in 2006 verscheen.

## Reputatie

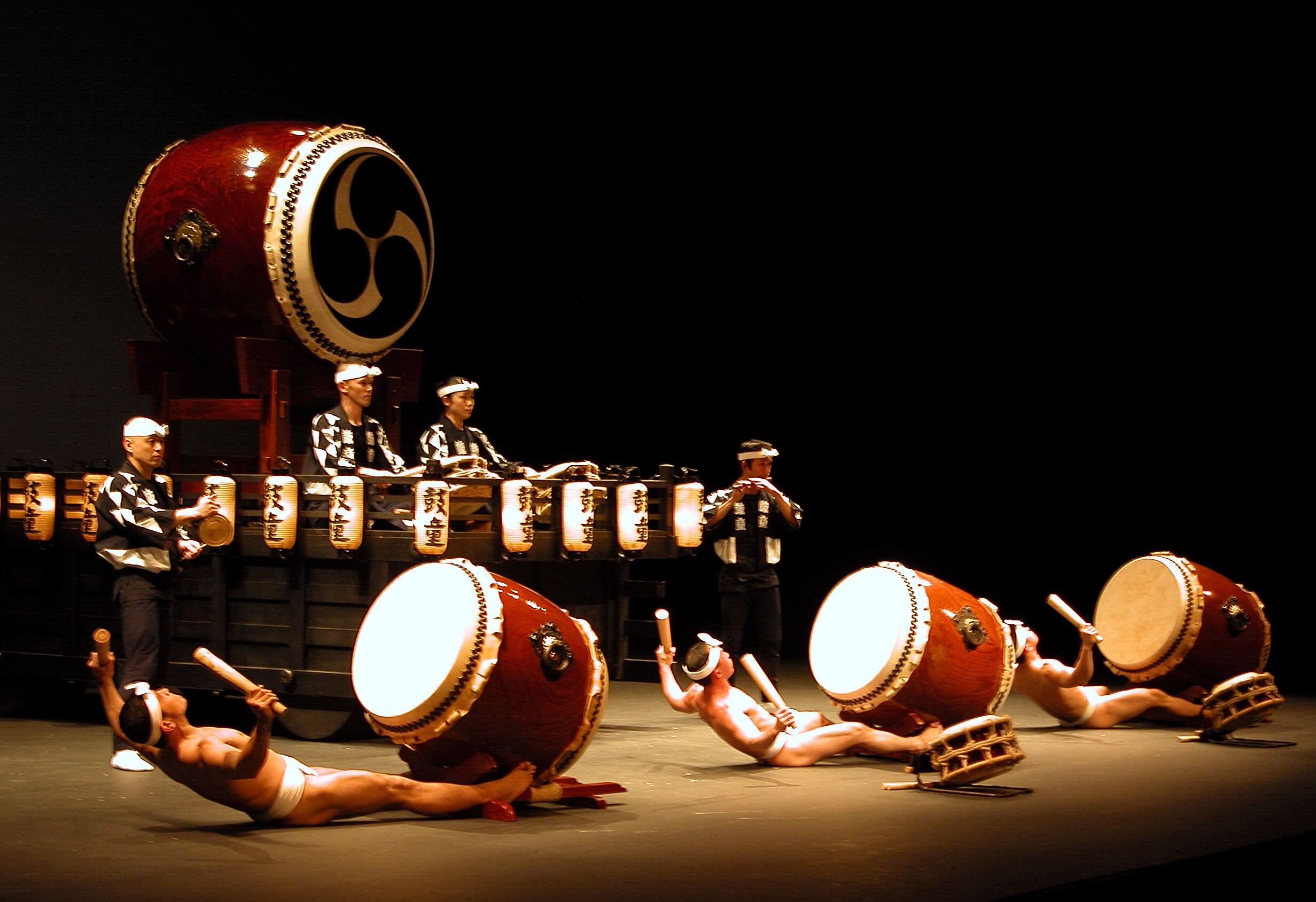
Een optreden van Kodō uit 2007.

Kodō is wereldwijd een van de bekendste en meest gerespecteerde taikogroepen. De groep wordt beschouwd als ambassadeur van taiko-optredens buiten Japan. De groep staat bekend om haar speciale training; op een bepaald moment moesten de groepsleden iedere dag twee keer tien kilometer hardlopen.
Tijdens optredens hebben sommige groepsleden vaak enkel een lendendoek aan, genaamd een fundoshi. Volgens publicaties van de groep helpt dit kledingstuk een muzikant om zich beter te kunnen focussen op hun sterkte.

## Awards
In 1994 ontving Kodō de MIDEM Music Video (Long Form) Award op het International Visual Music Festival in Cannes. Dat jaar ontving de groep ook de Japanese Foreign Ministry Award voor haar culturele bijdrage, die zij kregen vanwege hun Earth Celebration-festival. In 2012 ontvingen zij de Matsuo Performing Arts Award for Japanese Music.

## Leden
Vanaf maart 2021 zijn er 34 leden aangesloten bij Kodō. Dit zijn:
- Yoshie Abe
- Yoko Fujimoto
- Yoshikazu Fujimoto
- Yuichiro Funabashi
- Yuki Hirata
- Leo Ikenaga
- Mitsuru Ishizuka
- Juni Jidai
- Yuta Kimura
- Reo Kitabayashi
- Issei Kodaira
- Chieko Kojima

- Shogo Komatsuzaki
- Junyasu Maeda
- Tomohiro Mitome
- Tomoe Miura
- Yasuaki Miura
- Masami Miyazaki
- Kenta Nakagome
- Takashi Nakatani
- Moe Niiyama
- Junpei Nonaka
- Kei Sadanari

- Haruta Saegusa
- Eiichi Saito
- Takuma Shun
- Yuta Sumiyoshi
- Onoda Taiyo
- Ryoma Tsurumi
- Chihiro Watanabe
- Motofumi Yamaguchi
- Chie Yamawaki
- Mizuki Yoneyama
- Kodai Yoshida

### Voormalige leden
- Eitetsu Hayashi (1971-1981)
- Katsuji Kondo (1976-1993)
- Kazuaki Tomita (1977-1989)
- Keio Yamaguchi (1981-1982)
- Hiroshi Nakagawa (1982-1984)
- Shinichi Togawa (1982-1988)
- Takashi Sato (1982-1989)
- Hidemi Nakagawa (1983-1984)
- Leonard Eto (1984-1992)
- Kenji Yoshinaga (1985-1986)
- Masahiro Suzuki (1985-1987)
- Hiroyuki Hayashida (1985-1991)
- Eiko Kubota (1987-1991)
- Tatsuro Matsuzaki (1987-1992)
- Kazuhiro Masubuchi (1987-1996)
- Yasukazu Kano (1987-1997)
- Ryutaro Kaneko (1987-2007)
- Mariko Kurosawa (1988-1991)
- Kan Kurita (1988-1992)

- Jiro Murayama (1989-1991)
- Hideyuki Saito (1989-2004)
- Tomoko Senda (1990-2017)
- Tetsuro Naito (1991-2002)
- Akira Nanjo (1992-2004)
- Katsutoshi Serizawa (1993-1994)
- Hisayuki Mori (1993-1996)
- Sachiko Inoue (1994-2004)
- Ayako Onizawa (1994-2012)
- Takato Nishino (1995-2000)
- Riko Yanagi (1995-2002)
- Kazunari Abe (1996-2009)
- Masaru Tsuji (1996-2015)
- Tsubasa Hori (1997-2010)
- Mitsunaga Matsuura (1997-2017)
- Kaoru Watanabe (2000-2006)
- Yosuke Oda (2001-2017)
- Kenzo Abe (2002-2014)
- Natsuki Saito (2005-2010)

- Seigo Yoshii (2005-2013)
- Masayuki Sakamoto (2005-2017)
- Toshio Takahashi (2006-2011)
- Hiroko Shimauchi (2007-2010)
- Takeshi Maeda (2007-2017)
- Yori Uchida (2009-2019)
- Mariko Sumiyoshi (2010-2015)
- Yosuke Kusa (2010-2020)
- Tateishi Thunder (2011-2015)
- Maya Minowa (2011-2019)
- Yosuke Inoue (2012-2014)
- Tetsumi Hanaoka (2012-2016)
- Akiko Ando (2012-2017)
- Kosuke Urushikubo (2013-2016)
- Shunichiro Kamiya (2014-2017)
- Masaya Koike (2015-2017)
- Kengo Watanabe (2015-2020)
- Yuto Otsuka (2016-2020)

## Discografie

### Albums
- 1985: Heartbeat Drummers of Japan
- 1988: Ubu-Suna
- 1989: Blessing of the Earth
- 1990: Irodori
- 1991: Gathering
- 1991: Mono-Prism
- 1992: Kaikii
- 1993: Best of Kodo
- 1994: Nasca Fantasy
- 1995: The Hunted (soundtrack van de film The Hunted)
- 1995: Kodo Live at the Acropolis
- 1996: Ibuki
- 1998: Against
- 1998: Sai-Sō: The Remix Project
- 1999: Ibuki Remix
- 1999: Warabe
- 1999: tsutsumi
- 2000: Tataku: The Best of Kodo II (1994–1999)
- 2001: Mondo Head
- 2002: FIFA 2002 World Cup Official Anthem (soundtrack van het wereldkampioenschap voetbal 2002)
- 2003: Hero (soundtrack van de film Hero)
- 2004: Sadoe – One Earth Tour Special
- 2005: prism rhythm
- 2007: Heartbeat
- 2011: Akatsuki
- 2014: Mystery

### Hitnoteringen

#### Singles
| Single met eventuele hitnotering(en) in de Nederlandse Top 40 | Datum van verschijnen | Datum van binnenkomst | Hoogste positie | Aantal weken | Opmerkingen                                         |
| ------------------------------------------------------------- | --------------------- | --------------------- | --------------- | ------------ | --------------------------------------------------- |
| Aanzoek zonder ringen                                         | 2006                  | 28-01-2006            | 2               | 16           | Alarmschijf / met BLØF / Nr. 1 in de Single Top 100 |

#### NPO Radio 2 Top 2000
| Nummer met noteringen in de NPO Radio 2 Top 2000 | '07 | '08  | '09 | '10 | '11 | '12 | '13 | '14 | '15  | '16  | '17  | '18  | '19  | '20  | '21  | '22  | '23  | '24  |
| ------------------------------------------------ | --- | ---- | --- | --- | --- | --- | --- | --- | ---- | ---- | ---- | ---- | ---- | ---- | ---- | ---- | ---- | ---- |
| Aanzoek zonder ringen (met BLØF)                 | 251 | 1326 | 601 | 587 | 869 | 463 | 736 | 930 | 1014 | 1246 | 1307 | 1246 | 1285 | 1318 | 1576 | 1587 | 1531 | 1339 |

1. ↑  Een vetgedrukt getal geeft de hoogste notering aan.
2. ↑  2007 was het eerste jaar met een notering voor dit nummer.